# Kista Science Tower
Kista Science Tower – kompleks budynków w Kista w północno-zachodnim Sztokholmie. Najwyższy z budynków ma 119 m wysokości (licząc do głównego dachu), 116.5 m licząc do najwyższego piętra lub 156 m (wliczając antenę) i składa się z 32 kondygnacji naziemnych i 1 podziemnej. Kista Science Tower jest najwyższym w Szwecji (oraz w Skandynawii) budynkiem biurowym oraz drugim pod względem wysokości wieżowcem w Szwecji po Turning Torso w Malmö (stan na czerwiec 2015). Powierzchnia biurowa budynku wynosi 41 000 m², znajduje się na niej 2500 stanowisk pracy. Kista Science Tower został zaprojektowany przez biuro architektoniczne White arkitekter. Wykonawcą było przedsiębiorstwo NCC. Prace budowlane rozpoczęły się latem 2000 roku, a pierwsi najemcy wprowadzili się w 2002 roku. W sierpniu 2004 biurowiec kupiło przedsiębiorstwo nieruchomości Vasakronan. W Kista Science Tower znajdują się najszybsze w Szwecji windy (5–6 m/s).